# Мішель Веянкур
Мішель Веянкур (англ. Michel Vaillancourt, 26 липня 1954) — канадський вершник.
Срібний призер Олімпійських Ігор 1976 року.